# You Go Now
You Go Now è il secondo album di Kevin Moore, musicista statunitense, ex-membro dei Dream Theater, pubblicato sotto il nome di Chroma key.

## Formazione
- Kevin Moore - voce, tastiera, basso, programming
- David Iscove - chitarra
- Steve Tushar - chitarra nella traccia 2

## Tracce
1. Get Back in the Car
2. Another Permanent Address
3. Nice to Know
4. Lunar
5. When You Drive
6. Subway
7. Please Hang Up
8. Astronaut Down
9. You Go Now